# Marble Mountains (Californie)
Pour les articles homonymes, voir Marble Mountains.
Les Marble Mountains sont un massif de montagne appartenant aux monts Klamath et situé dans le Nord-Ouest de la Californie.